# Kadiaba Kadiel
Kadiaba Kadiel est une commune rurale malienne, située dans le pays de la Kinguis, de l'arrondissement central de Nioros, dans le cercle de Nioro du Sahel et la région de Nioro du Sahel.

## Villages
La commune s'étend sur sept localités relevées lors du recensement général de 2009. 
Les villages les plus peuplés sont :
- Fosse Kaarta (2 563 habitants) ;
- Gadiaba Kadiel (1 746 habitants) ;
- Gourel Ceno Dedji (1 341 habitants).